# Mekubo Mogusu
Mekubo Mogusu (Mekubo Job Mogusu; * 25. Dezember 1986) ist ein kenianischer Langstreckenläufer.

## Leben
Er studierte in Japan an der Yamanashi-Gakuin-Universität und zeichnete sich vor allem in den Ekiden genannten Staffelläufen aus. Er war Teil der kenianischen Marathon-Stafette, die am 23. November 2005 beim Chiba Ekiden mit 1:57:06 Stunden einen Weltrekord aufstellte (die anderen Läufer waren Josphat Muchiri Ndambiri, Martin Irungu Mathathi, Daniel Muchunu Mwangi, Onesmus Nyerre und John Kariuki).
Auch als Einzelstarter ist er erfolgreich. 2005, 2007 und 2008 siegte er beim Sapporo-Halbmarathon. 2007 gewann er den Kagawa-Marugame-Halbmarathon in 59:48 min, der bislang schnellsten Zeit auf japanischem Boden. Kurz nachdem er 2009 seinen Sieg in Marugame wiederholte, wurde er in einen Verkehrsunfall in seiner Heimat Kenia verwickelt. Mogusu, der am Steuer des Autos saß, wurde nur leicht verletzt, erlitt aber einen Schock, weil sein Trainer Sho Kimura, der auf dem Beifahrersitz saß, sich den Kopf anstieß und in ein Koma verfiel, aus dem er erst nach wochenlangem Krankenhausaufenthalt erwachte. Nachdem er das Training wieder aufgenommen hatte, gelang ihm am 31. Mai 2009 in Niigata mit 27:26,56 min eine persönliche Bestzeit im 10.000-Meter-Lauf.
Mogusu ist 1,65 m groß und wiegt 49 kg. Er startet für das Team der Firma AiDEM.